# Symphonia Carminum
Symphonia Carminum (symphonie de chants en latin) est le nom de la première symphonie du compositeur néerlandais Matthijs Vermeulen.

## Histoire de l'œuvre
Elle a été composée de 1912 à 1914. Matthijs Vermeulen avait alors entre vingt-quatre et vingt-six ans.
Il se montre encore influencé par son maître Alphons Diepenbrock, mais aussi par la liberté de Claude Debussy. Il y emploie une technique qui allait être la sienne, et qu'il nomme « polymélodie ».
Le compositeur présente sa première symphonie au prestigieux chef d'orchestre Willem Mengelberg. Celui-ci cependant refuse de la jouer. Elle n'est créée que le 12 mars 1919 par la Société orchestrale d'Arnhem.
Son exécution demande entre vingt-cinq minutes et une demi-heure.

## Discographie
- L'Orchestre royal du Concertgebouw dirigé par Bernard Haitink en 1964 (RCO Live Holland).
- L'orchestre philharmonique de Rotterdam dirigé par Roelof van Driesten.